# Carnoët
Carnoët is een gemeente in het Franse departement Côtes-d'Armor, in de regio Bretagne. De plaats maakt deel uit van het arrondissement Guingamp.
In 2008 werd de Vallée des Saints ("vallei van de heiligen") begonnen, een verzameling stenen beelden van heiligen op een heuvel waar een feodaal kasteel stond. Sommige standbeelden zijn meer dan 7 meter hoog en regelmatig worden er nieuwe standbeelden bijgeplaatst.

## Geografie
De oppervlakte van Carnoët bedraagt 42,8 km².

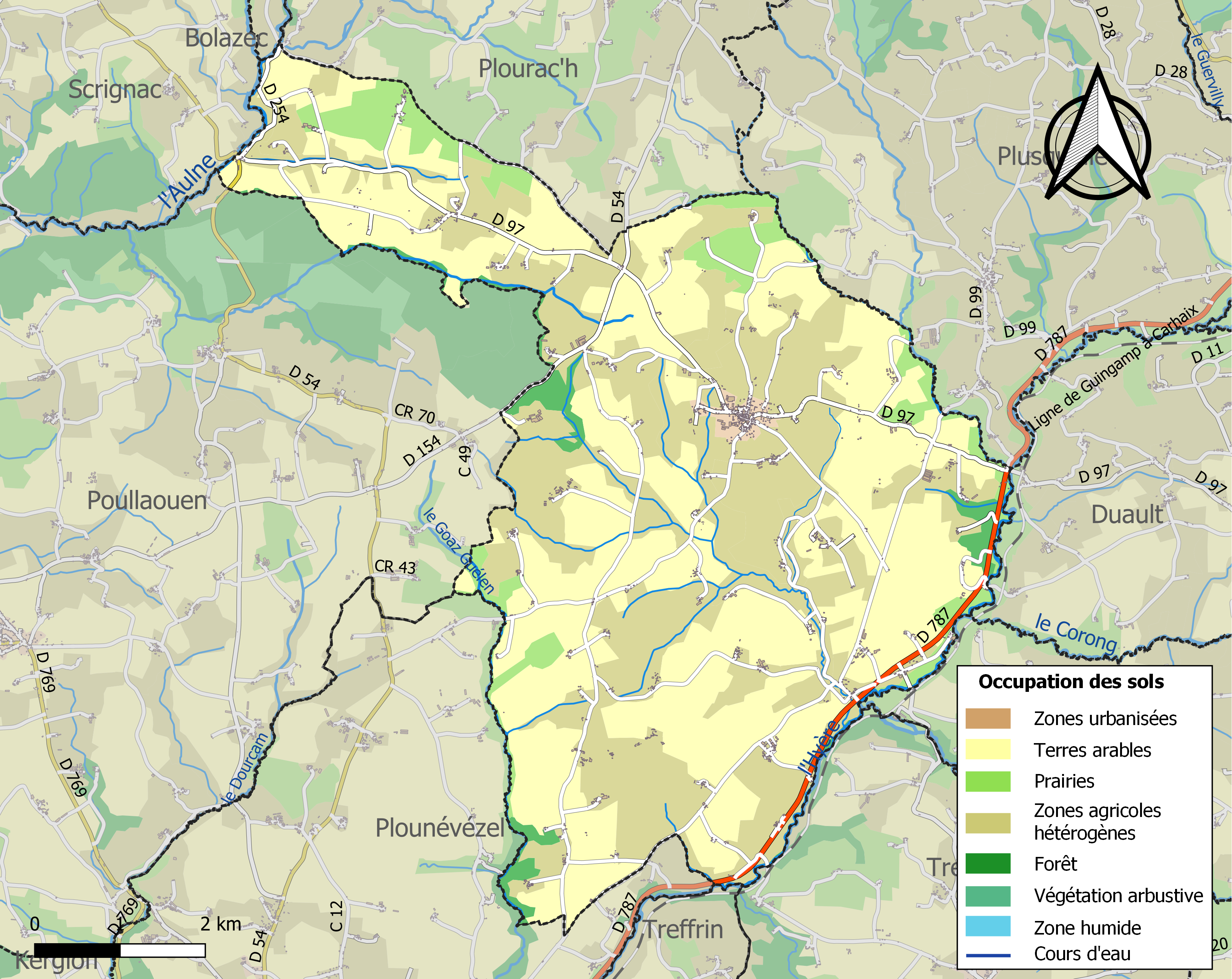
Kaart van de gemeente met de belangrijkste infrastructuur, bodemgebruik en omliggende gemeenten

## Verkeer
De spoorweghalte Carnoët-Locarn ligt net over de gemeentegrens met het aanpalende Locarn.

## Demografie
Onderstaande figuur toont het verloop van het inwonertal (bron: INSEE-tellingen).